# Leinster (circonscription électorale européenne)
Pour les articles homonymes, voir Leinster (homonymie).
Leinster est une circonscription électorale irlandaise de 1979 à 2004. Elle permet d'élire des membres du Parlement européen. L'élection se fait suivant un scrutin proportionnel plurinominal avec scrutin à vote unique transférable.

## Histoire et frontières
La circonscription est créée en 1979 pour les premières élections directes au Parlement européen. Elle comprend les comtés de Carlow, Kildare, Kilkenny, Laois, Longford, Louth, Meath, Offaly, Westmeath, Wexford et Wicklow de la province historique de Leinster, à l’exclusion de la région du comté de Dublin. par la « European Parliament Elections (Amendment) Act 2004 » (modification de la loi sur les élections au Parlement européen) et est remplacée par la nouvelle East.

## Députés
Note : Les colonnes de ce tableau sont utilisées uniquement à des fins de présentation et aucune importance ne doit être attachée à l'ordre des colonnes. Pour plus de détails sur l'ordre dans lequel les sièges ont été remportés à chaque élection, voir les résultats détaillés de cette élection.

## Élections européennes de 1999
| Parti | Parti              | Candidat        | %    | Comptage | Comptage | Comptage |
| Parti | Parti              | Candidat        | %    | 1        | 2        | 3        |
| --- | ------------------ | --------------- | ---- | -------- | -------- | -------- |
| | Fine Gael          | Avril Doyle     | 19,8 | 67 881   | 69 495   |          |
| | Parti vert         | Nuala Ahern     | 13,8 | 47 184   | 52 618   | 66 808   |
| | Fianna Fáil        | Jim Fitzsimons  | 17,2 | 58 750   | 61 439   | 66 117   |
| | Fianna Fáil        | Liam Hyland     | 17,1 | 58 477   | 61 931   | 65 496   |
| | Fine Gael          | Alan Gillis     | 14,2 | 48 729   | 50 040   | 56 881   |
| | Parti travailliste | Seán Butler     | 11,1 | 38 112   | 40 849   |          |
| | Sinn Féin          | Arthur Morgan   | 5,9  | 20 015   |          |          |
| | Natural Law        | Desmond Garrett | 0,9  | 3 191    |          |          |
| Électorat : 706 200 Valide : 342 339 Non valide : 14 725 (4,1%) Quota : 68 468 Participation : 357 064 (50,6%) |                    |                 |      |          |          |          |

Alan Gillis a perdu son siège au profit de son coéquipier du parti, Avril Doyle.

## Élections européennes de 1994
| Parti | Parti                    | Candidat            | Première préférence | %    | Siège | Comptage |
| --- | ------------------------ | ------------------- | ------------------- | ---- | ----- | -------- |
| | Fianna Fáil              | Liam Hyland         | 46 448              | 17,7 | 1     | 7        |
| | Fine Gael                | Alan Gillis         | 42 826              | 16,3 | 2     | 7        |
| | Fianna Fáil              | Jim Fitzsimons      | 41 375              | 15,8 | 3     | 7        |
| | Parti vert               | Nuala Ahern         | 30 997              | 11,8 | 4     | 7        |
| | Fine Gael                | Monica Barnes       | 29 958              | 11,4 |       |          |
| | Parti travailliste       | Michael Bell        | 22 987              | 8,8  |       |          |
| | Parti travailliste       | Séamus Pattison     | 17 580              | 6,7  |       |          |
| | Démocrates progressistes | John Dardis         | 12 591              | 4,8  |       |          |
| | Sans étiquette           | Jack Fitzsimons     | 6 752               | 2,6  |       |          |
| | Sinn Féin                | Lucilita Bhreatnach | 6 523               | 2,5  |       |          |
| | Sans étiquette           | Peter Sweetman      | 3 228               | 1,2  |       |          |
| | Natural Law              | Tom Mullins         | 1 180               | 0,5  |       |          |
| 'Électorat : 624 561 Valide : 262 445 Non valide : 6 599 (2,5%) Quota : 52 490 Participation : 269 044 (43,1%) |                          |                     |                     |      |       |          |

Alan Gillis remplace son collègue de parti, Patrick Cooney, qui s'est retiré. Le Parti Vert remporte le siège supplémentaire.

## Élections européennes de 1989 en Irlande
| Parti | Parti                            | Candidat           | Première préférence | %    | Siège | Comptage |
| --- | -------------------------------- | ------------------ | ------------------- | ---- | ----- | -------- |
| | Fine Gael                        | Patrick Cooney     | 65 775              | 17,4 | 3     | 7        |
| | Fianna Fáil                      | Patrick Lalor      | 75 627              | 20,0 | 3     | 7        |
| | Fianna Fáil                      | Jim Fitzsimons     | 63 797              | 16,9 | 3     | 11       |
| | Parti travailliste               | Michael Bell       | 49 766              | 13,2 |       |          |
| | Fine Gael                        | Charles McDonald   | 35 792              | 9,5  |       |          |
| | Démocrates progressistes         | John Dardis        | 31 623              | 8,4  |       |          |
| | Parti vert                       | Seán English       | 23 724              | 6,3  |       |          |
| | Parti des travailleurs d'Irlande | Michael Enright    | 9 451               | 2,5  |       |          |
| | Parti des travailleurs d'Irlande | Catherine Murphy   | 7 089               | 1,9  |       |          |
| | Sinn Féin                        | Kevin Dunphy       | 4 534               | 1,2  |       |          |
| | Sinn Féin                        | Pearse McGeough    | 3 001               | 0,8  |       |          |
| | Sans étiquette                   | Kevin Boland       | 3 362               | 0,9  |       |          |
| | Sinn Féin                        | Terry Moore        | 2 424               | 0,6  |       |          |
| | Sans étiquette                   | Cornelius de Groot | 1 626               | 0,4  |       |          |
| 'Électorat : 571 694 Valide : 377 591 Non valide : 14 106 (3,6%) Quota : 94 398 Participation : 391 697 (68,5%) |                                  |                    |                     |      |       |          |

Mark Clinton démissionne et est remplacé par son collègue du parti, Patrick Cooney.

## Élections européennes de 1984
| Parti | Parti                            | Candidat       | Première préférence | %    | Siège | Comptage |
| --- | -------------------------------- | -------------- | ------------------- | ---- | ----- | -------- |
| | Fine Gael                        | Mark Clinton   | 61 669              | 23,8 | 1     | 2        |
| | Fianna Fáil                      | Jim Fitzsimons | 57 321              | 22,1 | 2     | 4        |
| | Fianna Fáil                      | Patrick Lalor  | 56 191              | 21,7 | 3     | 4        |
| | Parti travailliste               | Justin Keating | 30 773              | 11,9 |       |          |
| | Fine Gael                        | Deirdre Bolger | 33 208              | 12,8 |       |          |
| | Parti des travailleurs d'Irlande | Liz McManus    | 8 943               | 3,5  |       |          |
| | Sinn Féin                        | Martin Sharkey | 4 548               | 1,8  |       |          |
| | Sinn Féin                        | John Carroll   | 4 396               | 1,7  |       |          |
| | Sinn Féin                        | James Dwyer    | 2 245               | 0,9  |       |          |
| 'Électorat : 545 878 Valide : 259 294 Non valide : 9 197 (3,4%) Quota : 64 824 Participation : 268 491 (49,2%) |                                  |                |                     |      |       |          |

Justin Keating perd son siège au profit de Jim Fitzsimmons du Fianna Fáil.

## Élections européennes de 1979 en Irlande
| Parti | Parti                          | Candidat                | Première préférence | %    | Siège | Comptage |
| --- | ------------------------------ | ----------------------- | ------------------- | ---- | ----- | -------- |
| | Fine Gael                      | Mark Clinton            | 78 762              | 25,7 | 1     | 1        |
| | Fianna Fáil                    | Patrick Lalor           | 62 094              | 20,2 | 2     | 4        |
| | Parti travailliste             | Liam Kavanagh           | 40 072              | 13,1 | 3     | 5        |
| | Fianna Fáil                    | Tom Nolan               | 34 210              | 11,2 |       |          |
| | Fine Gael                      | Charles McDonald        | 24 875              | 8,1  |       |          |
| | Fianna Fáil                    | Paddy Power             | 31 023              | 10,1 |       |          |
| | Fine Gael                      | Monica Barnes           | 21 384              | 7,0  |       |          |
| | Sinn Féin - The Workers' Party | Donnchadha MacRaghnaill | 8 414               | 2,7  |       |          |
| | Sinn Féin - The Workers' Party | Sean Walsh              | 6 062               | 2,0  |       |          |
| 'Électorat : 486 248 Valide : 306 896 Non valide : 15 416 (4,8%) Quota : 61 380 Participation : 322 312 (66,3%) |                                |                         |                     |      |       |          |